# Chitré
Chitré – miasto w Panamie, położone u nasady półwyspu Azuero, około 7 km od wybrzeża Zatoki Panamskiej. Ośrodek administracyjny prowincji Herrera. 
Najważniejsze zabytki Chitré to katedra (La Catedral de San Juan Bautista) z przełomu XIX i XX wieku oraz regionalne muzeum (Museo de Herrera), posiadające bogate zbiory sztuki prekolumbijskiej. Miasto znane jest również z dorocznego karnawału.